# ساختمان قانونگذاری انتاریو
ساختمان قانونگذاری انتاریو (فرانسوی: L'édifice de l'Assemblée législative de l'Ontario‎) یک سازه در مرکز تورنتو ، انتاریو، کانادا است. محل مجلس قانونگذاری انتاریو، و نایب الملک معاون فرماندار کل انتاریو و دفاتر برای اعضای پارلمان استانی.